# Consolation
Consolation – czwarty album studyjny zespołu Kalafina, wydany 20 marca 2013 roku. Został wydany w trzech wersjach: regularnej i dwóch limitowanych (DVD i Blu-ray Disc). Album osiągnął 3 pozycję w rankingu Oricon i pozostał na liście przez 15 tygodni, sprzedano 32 803 egzemplarzy.

## Lista utworów
Wszystkie utwory zostały skomponowane i napisane przez Yuki Kajiurę.
| CD (SECL-1284)                             |                                                                           |      |
| Nr                                         | Tytuł                                                                     | Czas |
| 1.                                         | "al fine"                                                                 | 1:47 |
| 2.                                         | "consolation"                                                             | 5:11 |
| 3.                                         | moonfesta ~moonfesta~ (jap. moonfesta〜ムーンフェスタ〜)                  | 4:27 |
| 4.                                         | "Door"                                                                    | 5:27 |
| 5.                                         | "Mirai" (jap. 未来)                                                       | 4:33 |
| 6.                                         | "Hanataba" (jap. 花束)                                                    | 4:49 |
| 7.                                         | "signal"                                                                  | 4:56 |
| 8.                                         | "obbligato"                                                               | 6:12 |
| 9.                                         | "Kiichigo no shigemi ni" (jap. 木苺の茂みに)                              | 3:15 |
| 10.                                        | "Manten" (jap. 満天)                                                      | 5:12 |
| 11.                                        | "to the beginning"                                                        | 4:16 |
| 12.                                        | "Hikari furu" (jap. ひかりふる)                                           | 4:53 |
| 13.                                        | "Yume no daichi" (jap. 夢の大地)                                          | 4:01 |
| DVD (SECL-1280) / Blu-ray Disc (SECL-1282) |                                                                           |      |
| Nr                                         | Tytuł                                                                     | Czas |
| 1.                                         | "Yume no daichi Video Clip" (jap. 夢の大地 Video Clip)                    |      |
| 2.                                         | "Document Of Animagic 2012 In Bonn" (jap. AnimagiCドイツドキュメント映像) |      |

## Notowania
| Lista                      | Pozycja |
| -------------------------- | ------- |
| Oricon Daily Albums Chart  | 2       |
| Oricon Weekly Albums Chart | 3       |
| Billboard JAPAN Top Albums | 3       |
| Sound Scan                 | 4       |